# Switched on Rock
Switched on Rock (originalmente titulado Switched on Hit & Rock) es el primer álbum de estudio del compositor, intérprete y productor japonés de música electrónica Isao Tomita, lanzado en 1972 a través de CBS Records.

## Antecedentes
Se trata del primer lanzamiento discográfico de un joven Isao Tomita en medio del boom del rock, rock progresivo y de los primeros pasos de la música electrónica más comercial; en aquel entonces aun desconocida y experimental. Fue publicado bajo el alias de Electric Samurai y, en su primera edición correspondiente al lanzamiento japonés, el álbum también se llamó Switched on Hit & Rock.
Este trabajo se inspira y basa en el éxito conseguido por Wendy Carlos en 1968, cuando publicó su aclamado álbum Switched-On Bach, producción pionera de Carlos que reinterpretó composiciones de Johann Sebastian Bach utilizando un sintetizador Moog modular. Fue un hito en la música electrónica, popularizando el uso de sintetizadores en la música clásica y demostrando su potencial expresivo. A diferencia de Carlos, Tomita no profundizó en una serie de arreglos o producción minuciosamente elaborada, por el contrario, eligiendo baladas de rock y pop para versionar, la producción carecía de múltiples capas de sonidos complejos.
Si bien Tomita es más conocido por sus posteriores adaptaciones de música clásica, en Switched on Rock exploró una faceta más accesible y comercial. En este álbum, reimaginó canciones de artistas como The Beatles y Simon & Garfunkel con un enfoque electrónico vanguardista.

## Contenido
El álbum se compone de doce interpretaciones electrónicas o covers de famosas baladas de rock y pop de la época, pasando principalmente por hits de Elvis Presley y The Beatles.
Contrario al estilo plasmado en lanzamientos posteriores, la producción del álbum es más minimalista, incorpora instrumentos acústicos como batería y bajo; también, al ser hecho ampliamente con el sintetizador Moog, destacan variados sonidos diseñados por Tomita que utilizaría en los años siguientes y que se volverían parte de su sello distintivo.

## Lista de Temas

### Vinilo y Cassette
| Switched on Rock (Lado A) |                                     |                             |          |  |
| N.º                       | Título                              | Escritor(es)                | Duración |  |
| 1.                        | «Yesterday» (de The Beatles)        | J. Lennon / P. McCartney    | 2:51     |  |
| 2.                        | «Let It Be» (de The Beatles)        | J. Lennon / P. McCartney    | 3:09     |  |
| 3.                        | «Imagine» (de John Lennon)          | J. Lennon                   | 2:40     |  |
| 4.                        | «Hey Jude» (de The Beatles)         | J. Lennon / P. McCartney    | 3:53     |  |
| 5.                        | «Jailhouse Rock» (de Elvis Presley) | Jerry Leiber / Mike Stoller | 3:51     |  |
| 6.                        | «Love Me Tender» (de Elvis Presley) | Elvis Presley / Vera Matson | 3:37     |  |
| 20:01                     |                                     |                             |          |  |

| Switched on Rock (Lado B) |                                                            |                                  |          |  |
| N.º                       | Título                                                     | Escritor(es)                     | Duración |  |
| 1.                        | «Polk Salad Annie» (de Tony Joe White)                     | Tony Joe White                   | 4:08     |  |
| 2.                        | «You Don't Have to Say You Love Me» (de Dusty Springfield) | Pino Donaggio / Vito Pallavicini | 2:51     |  |
| 3.                        | «The Sounds of Silence» (de Simon and Garfunkel)           | Paul Simon                       | 3:46     |  |
| 4.                        | «Mrs. Robinson» (de Simon and Garfunkel)                   | Paul Simon                       | 4:10     |  |
| 5.                        | «El cóndor pasa…» (Tradicional)                            | Daniel Alomía Robles             | 4:19     |  |
| 6.                        | «Bridge over Troubled Water» (de Simon and Garfunkel)      | Paul Simon                       | 3:19     |  |
| 22:33                     |                                                            |                                  |          |  |

### CD y Descarga
Además de los formatos analógicos es posible encontrar alguna rara edición en CD y también a través de descarga digital de manera no oficial.

| Switched on Rock (Digital) |                                                            |                                  |          |  |
| N.º                        | Título                                                     | Escritor(es)                     | Duración |  |
| 1.                         | «Yesterday» (de The Beatles)                               | J. Lennon / P. McCartney         | 2:49     |  |
| 2.                         | «Let It Be» (de The Beatles)                               | J. Lennon / P. McCartney         | 3:09     |  |
| 3.                         | «Imagine» (de John Lennon)                                 | J. Lennon                        | 2:40     |  |
| 4.                         | «Hey Jude» (de The Beatles)                                | J. Lennon / P. McCartney         | 3:52     |  |
| 5.                         | «Jailhouse Rock» (de Elvis Presley)                        | Jerry Leiber / Mike Stoller      | 3:51     |  |
| 6.                         | «Love Me Tender» (de Elvis Presley)                        | Elvis Presley / Vera Matson      | 3:37     |  |
| 7.                         | «Polk Salad Annie» (de Tony Joe White)                     | Tony Joe White                   | 4:06     |  |
| 8.                         | «You Don't Have to Say You Love Me» (de Dusty Springfield) | Pino Donaggio / Vito Pallavicini | 2:50     |  |
| 9.                         | «The Sounds of Silence» (de Simon and Garfunkel)           | Paul Simon                       | 3:44     |  |
| 10.                        | «Mrs. Robinson» (de Simon and Garfunkel)                   | Paul Simon                       | 4:08     |  |
| 11.                        | «El cóndor pasa…» (Tradicional)                            | Daniel Alomía Robles             | 4:18     |  |
| 12.                        | «Bridge over Troubled Water» (de Simon and Garfunkel)      | Paul Simon                       | 3:18     |  |
| 42:29                      |                                                            |                                  |          |  |

## Recepción y disponibilidad
Comercialmente el álbum no logró destacar al nivel de las siguientes producciones del japonés, entre ellas Snowflakes Are Dancing, y a día de hoy se considera un lanzamiento ampliamente raro dentro del catálogo de Tomita. Fue reelanzado 1974 por CBS en el Reino Unido y actualmente se puede encontrar ediciones en formato disco de vinilo, cassette, cinta de bobina abierta, raras versiones en CD y en descarga digital a través de internet. Hoy en día copias de este trabajo solo pueden encontrarse de segunda mano en sitios web como Discogs o EBay y los precios pueden aumentar según las condiciones favorables de cada ejemplar, sumado a la plusvalía adquirida por ser un lanzamiento tan escaso dentro de la discografía de Tomita.

## Créditos
- Sintetizador, ingeniería de sonido, arreglos y diseño sonoro — Isao Tomita.
- Teclado Moog — Eiichi Narisawa.